# DHF's Landspokalturnering 2009
DHF's landspokalturnering i 2009 var den 46. udgave af DHF's Landspokalturnering.

## Mænd

### 1/8-finaler
Otte hold fra Jylland og otte hold fra Østdanmark (inkl. Fyn) havde kvalificeret sig til 1/8-finalerne. Kampene blev spillet i perioden 14. august – 10. september 2009.
| Dato  | Hjemmehold            | Udehold               | Resultat |
| ----- | --------------------- | --------------------- | -------- |
| 14.8. | Odder Håndbold        | GOG Svendborg TGI     | 24-37    |
| 21.8. | Viborg HK             | Ajax København        | 33-21    |
| 23.8. | Holte IF              | Skive fH              | 28-29    |
| 25.8. | Lemvig Håndbold       | Team Tvis Holstebro   | 26-25    |
| 27.8. | Tommerup HK           | FCK Håndbold          | 16-36    |
| 5.9.  | Bjerringbro-Silkeborg | Nordsjælland Håndbold | 33-25    |
| 6.9.  | KIF Kolding           | AaB Håndbold          | 36-29    |
| 10.9. | Rødovre HK            | Albertslund-Glostrup  | 22-40    |

### Kvartfinaler
Der blev trukket lod til kvartfinalerne den 3. september 2009 på DHF's kontor. Kampene fik nedenstående sammensætning og blev afviklet i perioden 30. september – 21. oktober 2009.
| Dato   | Hjemmehold            | Udehold         | Resultat |
| ------ | --------------------- | --------------- | -------- |
| 30.9.  | GOG Svendborg TGI     | Viborg HK       | 30-16    |
| 12.10. | Bjerringbro-Silkeborg | Lemvig Håndbold | 30-27    |
| 21.10. | Albertslund-Glostrup  | FCK Håndbold    | 25-27    |
| 21.10. | KIF Kolding           | Skive fH        | 27-21    |

### Semifinaler
Der blev trukket lod til semifinalerne den 22. oktober 2009 på DHF's kontor.
| Dato   | Hjemmehold        | Udehold               | Resultat |
| ------ | ----------------- | --------------------- | -------- |
| 28.11. | GOG Svendborg TGI | Bjerringbro-Silkeborg | 25-35    |
| 28.11. | FCK Håndbold      | KIF Kolding           | 33-21    |

### Finale
Her deltog de to vinderhold fra semifinalerne. Finalen blev spillet i NRGi Arena i Århus den 2. januar 2010.
| Dato |                       |              | Resultat |
| ---- | --------------------- | ------------ | -------- |
| 2.1. | Bjerringbro-Silkeborg | FCK Håndbold | 30-31    |

## Kvinder

### 1/8-finaler
Otte hold fra Jylland og otte hold fra Østdanmark (inkl. Fyn) havde kvalificeret sig til 1/8-finalerne. Kampene blev spillet i perioden 27. august – 9. september 2009.
| Dato  | Hjemmehold            | Udehold             | Resultat |
| ----- | --------------------- | ------------------- | -------- |
| 27.8. | SønderjyskE           | Randers HK          | 16-33    |
| 27.8. | Taastrup-Ishøj HF     | Frederikshavn FOX   | 22-31    |
| 27.8. | Odense HF             | Aalborg DH          | 0-0      |
| 27.8. | Horsens HK            | FCK Håndbold        | 18-32    |
| 29.8. | Løve Høng Håndbold    | KIF Vejen           | 15-35    |
| 30.8. | SK Århus              | Silkeborg Voel KFUM | 38-32    |
| 3.9.  | Nordsjælland Håndbold | Roskilde Håndbold   | 0-0      |
| 9.9.  | BK Ydun               | Slagelse FH         | 19-15    |

### Kvartfinaler
Der blev trukket lod til kvartfinalerne den 3. september 2009 på DHF's kontor. Kampene fik nedenstående sammensætning og blev afviklet i perioden 13. september – 19. oktober 2009.
| Dato   | Hjemmehold        | Udehold           | Resultat |
| ------ | ----------------- | ----------------- | -------- |
| 13.9.  | FCK Håndbold      | Randers HK        | 32-31    |
| 6.10.  | Roskilde Håndbold | SK Århus          | 26-37    |
| 7.10.  | KIF Vejen         | Aalborg DH        | 28-26    |
| 19.10. | BK Ydun           | Frederikshavn FOX | 21-19    |

### Semifinaler
Der blev trukket lod til semifinalerne den 22. oktober 2009 på DHF's kontor.
| Dato   | Hjemmehold   | Udehold   | Resultat |
| ------ | ------------ | --------- | -------- |
| 21.11. | FCK Håndbold | KIF Vejen | 24-22    |
| 21.11. | BK Ydun      | SK Århus  | 21-34    |

### Finale
Her deltog de to vinderhold fra semifinalerne. Finalen blev spillet i NRGi Arena i Århus den 2. januar 2010.
| Dato |              |          | Resultat |
| ---- | ------------ | -------- | -------- |
| 2.1. | FCK Håndbold | SK Århus | 23-22    |